# Schizonycha parva
Schizonycha parva är en skalbaggsart som beskrevs av Moser 1914. Schizonycha parva ingår i släktet Schizonycha och familjen Melolonthidae. Inga underarter finns listade i Catalogue of Life.